# Ядранка Косор
Ядранка Косор (на хърватски: Jadranka Kosor) е хърватски политик от Хърватската демократична общност (ХДО).

## Биография
Тя е родена на 1 юли 1953 година в Липик. Завършва право в Загребския университет и от 1972 година работи като журналист. През 1995 година става заместник-председател на ХДО и е избрана за депутат. През 2003 година става министър на семейството, ветераните и солидарността между поколенията в правителството на Иво Санадер. През 2005 година е кандидат за президент на ХДО, като губи на втори тур от действащия президент Степан Месич. След оттеглянето на Санадер през юли 2009 година оглавява партията и правителството. След поредица корупционни скандали и непопулярни икономически мерки, през декември 2011 година ХДО губи изборите.